# Acis (planta)
Acis es un género  de plantas herbáceas, perennes y bulbosas perteneciente a la familia Amaryllidaceae. El género comprende 9 especies de Europa y el Norte de África. 
Este género ha sido re-instalado en 2004 como una segregación de varias especies de Leucojum tras realizar los estudios filogenéticos sobre datos moleculares del ADN y la morfología de Leucojum y Galanthus.

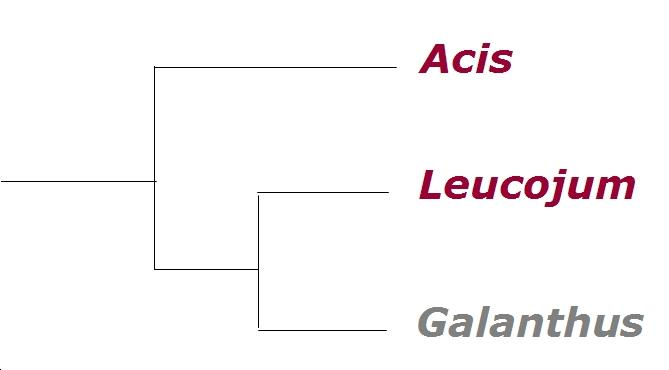
Clasificación de Acis, Leucojum y Galanthus según el sistema de clasificación APG II.

## Taxonomía
El género fue descrito por Richard Anthony Salisbury  y publicado en The Paradisus Londinensis t. 74. 1807.

## Listado de especies
- Acis autumnalis (L.) Herb. 1837 (sin.: Leucojum autumnalis). 
  - Acis autumnalis  var. autumnalis
  - Acis autumnalis  var. oporantha (Jord. et Fourr.) Lledó, A.P.Davis & M.B.Crespo 2004.
  - Acis autumnalis  var. pulchella (Jord. et Fourr.) Lledó, A.P.Davis & M.B.Crespo 2004.
- Acis fabrei (Quézel & Girerd) Lledó, A.P.Davis & M.B.Crespo 2004.
- Acis ionica Bareka, Kamari & Phitos, Willdenowia  2006.[4]
- Acis longifolia J.Gay ex M.Roemer 1847.
- Acis nicaeensis (Ardoino) Lledó, A.P.Davis & M.B.Crespo 2004.
- Acis rosea (F.Martin) Sweet1829.
- Acis tingitana (Baker) Lledó, A.P.Davis & M.B.Crespo 2004.
- Acis trichophylla Sweet 
  - Acis trichophylla  var. trichophylla
  - Acis trichophylla  var. broteroi (Jord. & Fourr.) Lledó, A.P.Davis & M.B.Crespo 2004.
  - Acis trichophylla  var. micrantha (Gattef. & Maire) Lledó, A.P.Davis & M.B.Crespo 2004.
- Acis valentina (Pau) Lledó, A.P.Davis & M.B.Crespo 2004.